# Synecdoche impunctata
Synecdoche impunctata är en insektsart som först beskrevs av Fitch 1851.  Synecdoche impunctata ingår i släktet Synecdoche och familjen vedstritar. Inga underarter finns listade i Catalogue of Life.